# Specie di Penestomidae
Di seguito vengono descritte tutte le 9 specie della famiglia di ragni Penestomidae note a giugno 2014.

## Penestomus
Penestomus Simon, 1903a
- Penestomus armatus (Lehtinen, 1967) — Sudafrica
- Penestomus croeseri Dippenaar-Schoemann, 1989 — Sudafrica
- Penestomus egazini Miller, Griswold & Haddad, 2010 — Sudafrica
- Penestomus kruger Miller, Griswold & Haddad, 2010 — Sudafrica
- Penestomus montanus Miller, Griswold & Haddad, 2010 — Sudafrica, Lesotho
- Penestomus planus (Simon, 1902) — Sudafrica
- Penestomus prendinii Miller, Griswold & Haddad, 2010 — Sudafrica
- Penestomus stilleri (Dippenaar-Schoeman, 1989) — Sudafrica
- Penestomus zulu Miller, Griswold & Haddad, 2010 — Sudafrica